# يوتا
يوتا أو يوتة (وتلفظ يوطا أو يوطة) (بالإنجليزية: Utah)‏ هي ولاية في غرب الولايات المتحدة. انضمت للإتحاد الأمريكي يوم 4 يناير 1896 لتكون الولاية الخامسة والأربعين في الولايات المتحدة. ترتيب يوتا هو الثالث عشر من حيث المساحة، والحادي والثلاثين من حيث السكان، وصاحبة عاشر أقل كثافة سكانية بين الولايات الأمريكية الخمسين. يبلغ عدد سكان يوتا أكثر من ثلاثة ملايين نسمة (تقدير 1 تموز/يوليو 2016)، يعيش حوالي 80٪ منهم على طول جبهة واساتش، متمركزين في عاصمة الولاية سولت لايك سيتي. تحدها ولايات كولورادو من الشرق ووايومنغ من الشمال الشرقي وآيداهو من الشمال وأريزونا من الجنوب ونيفادا من الغرب. كما تمس زاوية من نيو مكسيكو في الجنوب الشرقي.
تعد الولاية مركزا للنقل والتعليم وتكنولوجيا المعلومات والبحوث والخدمات الحكومية والتعدين، وهي وجهة سياحية رئيسية لنشاطات الهواء الطلق. في عام 2013، قدر مكتب تعداد الولايات المتحدة أن ولاية يوتا هي صاحبة ثاني أسرع نمو سكاني بين الولايات. كان منطقة سانت جورج الحضرية هي الأسرع نموا في الولايات المتحدة من عام 2000 إلى 2005. وترتيب يوتا هو الرابع عشر كأعلى متوسط دخل وصاحبة أدنى تفاوت في الدخل بين أي ولاية أمريكية. وذكرت دراسة استقصائية وطنية أجرتها مؤسسة غالوب في عام 2012 أن ولاية يوتا عموما هي «أفضل ولاية للعيش» استنادا إلى 13 عملية قياس تطلعي تشمل مختلف المقاييس الاقتصادية، ونمط الحياة، والصحة.

## التاريخ

### ما قبل كولومبوس
قبل آلاف السنين من وصول المستكشفين الأوروبيين، أسلاف البويبلوانس وشعب فريمونت عاشوا في ما يعرف الآن باسم يوتا. هذه القبائل الأمريكية الأصلية هي مجموعات فرعية من أصل أوتي أزتيك الأصليين الأمريكيين وكانت مستقرة. قاموا ببناء منازلهم من خلال التنقيب في الجبال، وقام شعب فريمونت ببناء بيوت القش قبل أن يختفي من المنطقة المحيطة بالقرن الخامس عشر.
استقرت مجموعة أخرى من الأمريكيين الأصليين، نافاجو، في المنطقة حوالي القرن الثامن عشر. في منتصف القرن الثامن عشر، استقرت أيضا قبائل أوتو-أزتيكان أخرى، بما في ذلك قبيلة غوشوت، والبيوت، والشوشون، وشعب يوت في المنطقة. وكانت هذه المجموعات الخمس حاضرة عندما وصل المستكشفون الأوروبيون الأوائل.

### الاستكشاف الاسباني (1540)
تم استكشاف منطقة يوتا الجنوبية من قبل الأسبان في 1540، بقيادة فرانسيسكو فاسكيز دي كورونادو، أجرت أسبانيا المزيد من الاستكشافات في المنطقة، ولكن لم تكن مهتمة باستعمار المنطقة بسبب طبيعتها الصحراوية. في عام 1821، وهو العام الذي حققت فيه المكسيك استقلالها عن إسبانيا، أصبحت المنطقة معروفة كجزء من إقليم كاليفورنيا العليا.
في أواخر عام 1824، أصبح جيم بريدجر أول شخص ناطق باللغة الإنجليزية يشاهد بحيرة الملح العظمى. بسبب الملوحة العالية للمياه، يعتقد بريدجر أنه وجد المحيط الهادئ؛ ووجد في وقت لاحق أن هذه الهيئة من المياه كانت بحيرة الملح العملاقة. بعد اكتشاف البحيرة، أنشأ المئات من التجار الأمريكيين والكنديين والصائدين مراكز تجارية في المنطقة. في ثلاثينيات القرن التاسع عشر، بدأ الآلاف من المهاجرين الذين يسافرون من شرق الولايات المتحدة إلى الغرب الأمريكي يتوقفون في منطقة بحيرة الملح الكبرى، المعروفة آنذاك باسم بحيرة يوتا.

### تسوية لدز (1847)
بريغهام يونغ والفرقة الأولى من رواد مورمون وصلت إلى وادي سولت لايك في 24 يوليو 1847. على مدى السنوات ال 22 المقبلة، عبر أكثر من 70,000 رواد السهول واستقروا في ولاية يوتا. خلال السنوات القليلة الأولى، كافح بريغهام يونغ وآلاف المستوطنين الأوائل في سولت لايك سيتي من أجل البقاء. وقد اعتبر المورمون الأرض الصحراوية القاحلة مرغوبة كمكان يمكنهم فيه ممارسة دينهم دون مضايقات.
وقدمت المستوطنات المورمونية روادا لمستوطنات أخرى في الغرب. وأصبحت سولت ليك سيتي مركزا ل «الكومنولث البعيد» من مستوطنات المورمون. مع تحويل الكنيسة الجديدة القادمة من الشرق وحول العالم، وكثيرا ما كرس قادة الكنيسة مجموعات من أعضاء الكنيسة كمبشرين لإقامة مستوطنات أخرى في جميع أنحاء الغرب. وقد طوّروا الري لدعم عدد كبير من السكان الرواد على طول جبهة ياساتش في ولاية يوتا (سولت لايك سيتي، وونتير وويبر فالي، وبروفو ويوتا فالي). وطوال الفترة المتبقية من القرن التاسع عشر، أسس روّاد المورمون مئات من المستوطنات الأخرى في يوتا وأيداهو ونيفادا وأريزونا وايومنغ وكاليفورنيا وكندا والمكسيك، بما في ذلك في لاس فيغاس بولاية نيفادا؛ فرانكلين، إيداهو (أول مستوطنة أوروبية في إيداهو)؛ سان برناردينو، كاليفورنيا؛ ميسا، أريزونا؛ ستار فالي، وايومنغ؛ وكارسون فالي، نيفادا.

## الجغرافيا والجيولوجيا
تشتهر ولاية يوتا بتنوعها الطبيعي، وهي موطن لمعالم تتراوح من الصحاري القاحلة ذات الكثبان الرملية إلى غابات الصنوبر المزدهرة في الوديان الجبلية. هي ولاية وعرة ومتنوعة جغرافيًا عند التقاء ثلاث مناطق جيولوجية مميزة: جبال روكي، والحوض العظيم، وهضبة كولورادو.
تبلغ مساحة ولاية يوتا 84,899 ميل مربع (219,890 كيلومتر مربع). هي إحدى ولايات الزوايا الأربع ويحدها من الشمال ولاية أيداهو، ومن الشمال والشرق ولاية وايومنغ، ومن الشرق ولاية كولورادو، ومن الجنوب الشرقي ولاية نيو مكسيكو، ومن الجنوب ولاية أريزونا، ومن الغرب ولاية نيفادا. ثلاث ولايات أمريكية فقط (يوتا، وكولورادو، ووايومنغ) لها حدود خطوط العرض والطول فقط.
من السمات المميزة لولاية يوتا تنوع تضاريسها. تمتد سلسلة جبال واساتش في منتصف الثلث الشمالي من الولاية، وترتفع إلى ارتفاعات تصل إلى ما يقرب من 12,000 قدم (3700 متر) فوق مستوى سطح البحر. تعد ولاية يوتا موطنًا لمنتجعات التزلج المشهورة عالميًا والتي اكتسبت شهرة بسبب الثلوج الخفيفة الرقيقة والعواصف الشتوية التي تسقط بانتظام ما يصل إلى ثلاثة أقدام من الثلوج بين عشية وضحاها. في الجزء الشمالي الشرقي من الولاية، الممتد من الشرق إلى الغرب، توجد جبال وينتا، التي ترتفع إلى ارتفاعات تزيد عن 13,000 قدم (4000 متر). تقع أعلى نقطة في الولاية، قمة كينغز، بارتفاع 13,528 قدمًا (4123 مترًا)، داخل جبال وينتا.
عند القاعدة الغربية لسلسلة جبال واساتش يوجد وادي واساتش، وهو سلسلة من الوديان والأحواض التي تضم أكثر أجزاء الولاية اكتظاظًا بالسكان. يمتد تقريبًا من مدينة بريغهام في الطرف الشمالي إلى نيفي في الطرف الجنوبي. يعيش نحو 75 بالمئة من سكان الولاية في هذا الممر، ويشهد نموًا سكانيًا سريعًا.
الجزء الغربي من ولاية يوتا هو في الغالب صحراء جافة تتميز بتضاريس الأحواض والمرتفعات. تتخلل المشهد سلاسل جبلية صغيرة وتضاريس وعرة. تُعد مسطحات بونيفيل الملحية استثناءً، فهي مسطحة نسبيًا نتيجة لتشكيلها ذات يوم قاع بحيرة بونيفيل القديمة. البحيرات الكبرى في يوتا، مثل بحيرة الملح الكبرى، وبحيرة يوتا، وبحيرة سيفير، وبحيرة راش، هي بقايا لهذه البحيرة العذبة القديمة التي غطت معظم الحوض العظيم الشرقي. تقع صحراء البحيرة المالحة الكبرى القاحلة غرب بحيرة الملح الكبرى، الممتدة إلى حدود ولاية نيفادا. ومع ذلك، فإن وادي الأفعى يمثل استثناءً لهذه الجفاف، حيث يعتبر (نسبيًا) واديًا خصبًا بفضل الينابيع الكبيرة والمناطق الرطبة التي تتغذى على المياه الجوفية الناتجة عن ذوبان الثلوج في سلسلة جبال الأفعى، وسلسلة ديب كريك، والجبال الشاهقة الأخرى إلى الغرب من وادي الأفعى. يقع منتزه الحوض العظيم الوطني على الجانب الآخر من خط ولاية نيفادا في الجزء الجنوبي من سلسلة جبال الافعى. أحد المعالم الطبيعية الأكثر إثارة للإعجاب في غرب يوتا، ولكن الأقل زيارة، هو قمة نوتش، وهي أعلى منحدر من الحجر الجيري في أمريكا الشمالية، وتقع غرب مدينة دلتا.
تتكون أغلب المناظر الطبيعية الخلابة في الجنوب والجنوب الشرقي (وخاصة منطقة هضبة كولورادو) من الحجر الرملي، وتحديدًا الحجر الرملي من نوع كايينتا والحجر الرملي من نوع بنافاهو. يشق نهر كولورادو وروافده طريقه عبر الحجر الرملي، مما يخلق بعضًا من أكثر التضاريس غرابة وإثارة في العالم (المنطقة المحيطة بالتقاء نهري كولورادو وغرين كانت آخر منطقة تُرسم خرائطها في الولايات المتحدة المتجاورة البالغ عددها 48 ولاية سفلى). ساهمت الرياح والأمطار في نحت الحجر الرملي الناعم على مدى ملايين السنين. تعد الخوانق، والأخاديد، والأقواس، والقمم الصخرية، والتلال، والجروف، والهضاب من المشاهد الشائعة في جميع أنحاء جنوب وسط وجنوب شرق ولاية يوتا.
تشكل هذه التضاريس السمة المركزية للمتنزهات الحكومية والفيدرالية المحمية مثل حديقة الأقواس الوطنية، وبرايس كانيون، وكانيونلاندز، وكابيتول ريف، ومتنزه صهيون الوطني، والمعالم الوطنية سيدار بريكس، وغراند ستيركيس–إسكالانتي، وهوفينويب، والمعالم الوطنية للجسور الطبيعية، ومنطقة الترفيه الوطنية غلين كانيون (موقع الوجهة السياحية الشهيرة، بحيرة باول)، ومتنزهات الولاية ديد هورس بوينت وجوبلن فالي، ووادي مونيومنت. تمتد محمية نافاجو أيضًا إلى جنوب شرق ولاية يوتا. يتميز جنوب شرق يوتا أيضًا بوجود سلاسل جبلية نائية، ولكن شاهقة مثل جبال لا سال، وأباجو، وهنري.
الربع الشمالي من ولاية يوتا هو منطقة مرتفعة تغطيها في الغالب الهضاب والأحواض، وخاصة هضبة تافابوتس وسان رافائيل سويل، والتي ما تزال غير قابلة للوصول في الغالب، وحوض يوينتا، حيث يعيش غالبية سكان شرق يوتا. تهيمن على الاقتصادات التعدين، والزيت الصخري، والنفط، وحفر الغاز الطبيعي، وتربية الماشية، والترفيه. جزء كبير من شرق يوتا هو جزء من محمية يوينتا وأوراي الهندية. الوجهة الأكثر شعبية في شمال شرق يوتا هي النصب التذكاري الوطني للديناصورات بالقرب من فيرنال.
جنوب غرب ولاية يوتا هو أدنى وأحر منطقة في الولاية، ويُعرف باسم ديكسي يوتا لأن المستوطنين الأوائل تمكنوا من زراعة بعض القطن هناك. تقع منطقة بيفر دام واش في أقصى جنوب غرب يوتا وهي أدنى نقطة في الولاية على ارتفاع 2000 قدم (610 متر). كما أن الجزء الشمالي من صحراء موهافي يقع في هذه المنطقة. تعتبر منطقة ديكسي وجهة سريعة النمو للترفيه والتقاعد، حيث يزداد عدد السكان بسرعة. على الرغم من أن جبال واساتش تنتهي عند جبل نيبو بالقرب من نافي، فإن سلسلة معقدة من السلاسل الجبلية تمتد جنوبًا من الطرف الجنوبي للسلسلة على طول ولاية يوتا. إلى الشمال مباشرة من ديكسي وشرق سيدار سيتي يوجد أعلى منتجع للتزلج في الولاية، برايان هيد.
مثل معظم الولايات الغربية والجنوبية الغربية، تمتلك الحكومة الفيدرالية جزءًا كبيرًا من الأراضي في ولاية يوتا. أكثر من 70 في المئة من الأراضي في الولاية هي إما أراضٍ تابعة لمكتب إدارة الأراضي، أو أراضٍ تديرها ولاية يوتا، أو غابات وطنية أمريكية، أو منتزهات وطنية أمريكية، أو نصب تذكارية وطنية أمريكية، أو مناطق ترفيه وطنية، أو مناطق برية أمريكية. تعتبر يوتا الولاية الوحيدة التي تحتوي كل مقاطعة فيها على جزء من الغابات الوطنية.

### الولايات المجاورة
- أيداهو (شمالًا)
- وايومنغ (شرقًا وشمالًا)
- كولورادو (شرقًا)
- نيفادا (غربًا)
- أريزونا (جنوبًا)

### المناخ
تتميز ولاية يوتا بمناخ جاف يتراوح بين شبه القاحل والصحراوي، على الرغم من أن جبالها العديدة تقدم مجموعة متنوعة من المناخات، حيث تقع أعلى النقاط في جبال يونتا فوق خط الأشجار. الجفاف في يوتا ناتج عن موقعها في ظل المطر لسلسلة جبال سييرا نيفادا في كاليفورنيا. النصف الشرقي من الولاية يقع في صحراء الظل المطري لسلسلة جبال واساتش. المصدر الرئيسي للهطول في الولاية هو المحيط الهادئ، حيث تكون الولاية عادة في مسار العواصف الكبيرة القادمة من المحيط الهادئ من أكتوبر إلى مايو. في فصل الصيف، تقع الولاية، وخاصة جنوب وشرق يوتا، في مسار الرطوبة الموسمية القادمة من خليج كاليفورنيا.
تتلقى معظم المناطق المنخفضة أقل من 12 بوصة (305 ملم) من الأمطار سنويًا، على الرغم من أن ممر الطريق السريع 15، بما في ذلك جبهة واساتش المكتظة بالسكان، يتلقى ما يقرب من 15 بوصة (381 ملم). صحراء بحيرة سولت ليك الكبرى هي المنطقة الأكثر جفافًا في الولاية، حيث يقل معدل هطول الأمطار عن 5 بوصات (127 ملم). تساقط الثلوج شائع في جميع المناطق باستثناء الوديان الجنوبية البعيدة. على الرغم من أن مدينة سانت جورج تستقبل حوالي 3 بوصات (76 مم) فقط سنويًا، فإن مدينة سولت ليك سيتي تشهد نحو 60 بوصة (1,524 مم) من الثلوج، وذلك بفضل تأثير بحيرة الملح الكبرى، الذي يزيد من كميات تساقط الثلوج إلى الجنوب والجنوب الشرقي والشرق من البحيرة.

## وصلات خارجية
- "State of Utah" (official Web site). مؤرشف من الأصل في 2009-06-04..
- "Energy Data & Statistics for Utah". الولايات المتحدة: DoE. مؤرشف من الأصل في 2010-11-17. {{استشهاد بدورية محكمة}}: الاستشهاد بدورية محكمة يطلب |دورية محكمة= (مساعدة).